# Liste des quartiers d'Arles
Cet article dresse une liste des quartiers de la ville d'Arles qui sont au nombre de neuf.

## Liste des quartiers

### L'Hauture

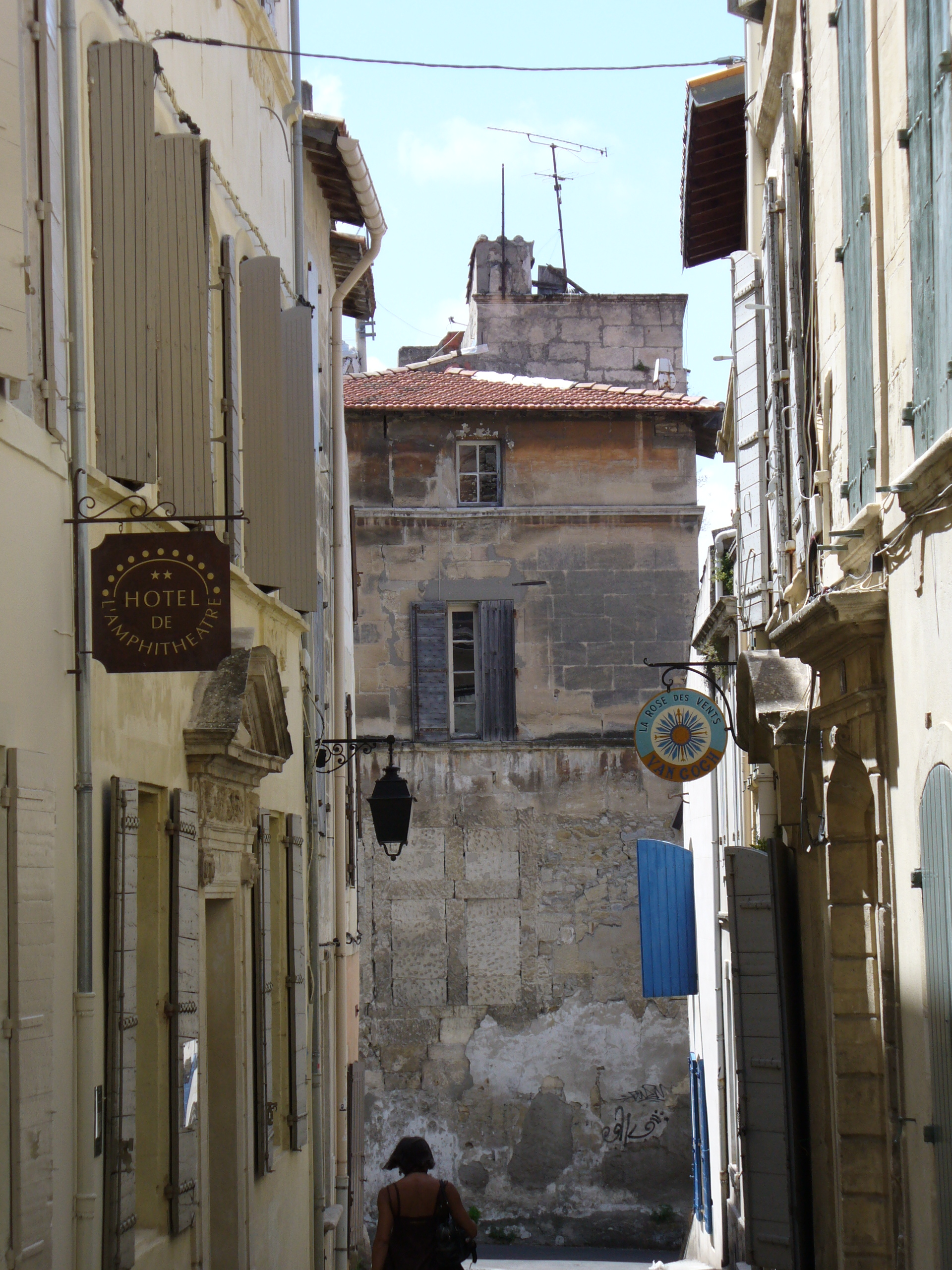
Quartier de l'Hauture - Une ruelle

Le quartier de l’Hauture (ou Auture) est situé sur la plus haute proéminence de la ville surplombant la plaine deltaïque environnante. Au sud-est du centre historique, il est limité au nord par les quartiers Portagnel/Cavalerie, à l’ouest par la Cité, à l’est par le Mouleyres et au sud par le boulevard des Lices. 
Il s’agit du plus vieux quartier d’Arles. Occupé dès le VIe siècle av. J.-C. par des indigènes qui commercent avec la colonie grecque de Marseille, il s’organise au IVe siècle av. J.-C. en une proto-cité salyenne.
Aujourd’hui l’Hauture, comme l’ensemble du centre ville figure dans le périmètre du secteur sauvegardé. La richesse de son passé, son agrément et la tranquillité de ses petites rues en font un quartier très prisé des touristes.

### Le quartier de l'Hôtel de ville

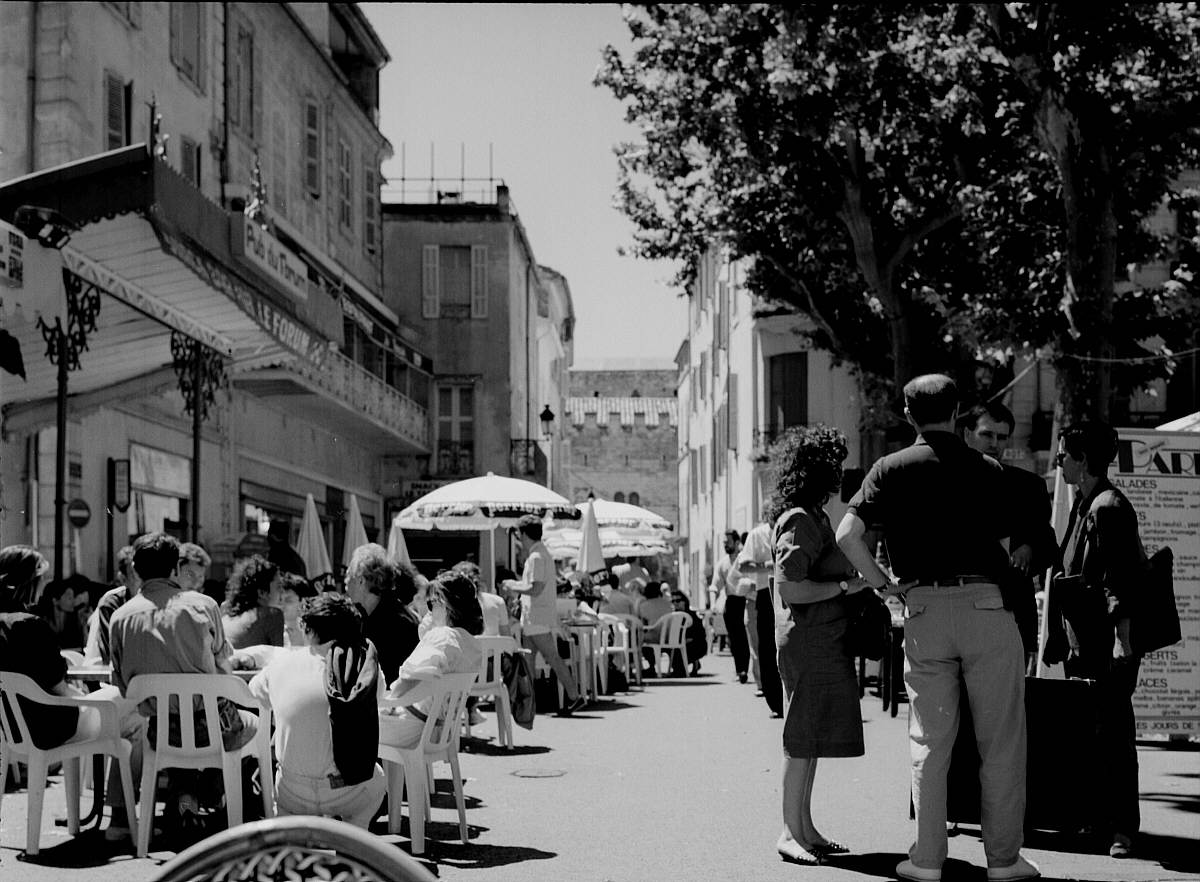
Quartier de la Cité - La place du Forum

L’ancien quartier de la Cité est situé au centre de la ville, entre les quartiers du Méjan et de la Roquette à l’ouest, de l’Hauture à l'est et de Portagnel et de la Cavalerie au nord-est. Au nord, il s’étend jusqu’au Rhône et au sud il est limité par le boulevard des Lices.
Le quartier de la Cité est le centre politique et religieux de la cité depuis l’Antiquité. Cette dénomination, d’origine médiévale, est désormais rarement utilisée; on l'appelle maintenant quartier de l'hôtel de ville en référence à l’un de ses édifices les plus connus.
Aujourd’hui, c’est un quartier qui se distingue à la fois par sa richesse architecturale et par son animation notamment lors de la Féria, ce qui explique qu'il soit aussi prisé des Arlésiens que des visiteurs. Comme l’ensemble du centre ville, il fait partie du secteur sauvegardé.

### Le Méjan

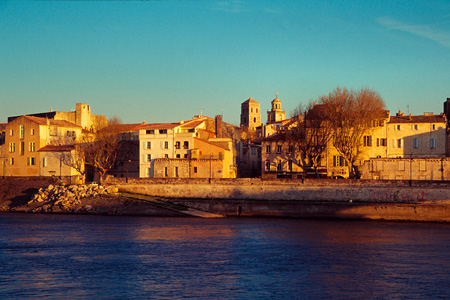
Quartier du Méjan - Le Méjan et ses quais, vus du Rhône

Le quartier du Méjan (« du milieu ») situé entre les quartiers de la Cité à l’est et au sud, de la Roquette à l’ouest et du Rhône au nord occupe une surface modeste du centre de la ville; son habitat qui se distingue peu des quartiers voisins en gomme son identité historique.
Son histoire remonte à la renaissance médiévale de la ville.
Aujourd’hui, avec l’arrivée des éditions Actes Sud, le quartier a pris une orientation culturelle. Le quartier du Méjan s’inscrit également dans le périmètre du secteur sauvegardé.

### La Roquette
Le quartier de la Roquette, appelé autrefois, Bourg des Porcelet ou Vieux-Bourg correspond à la partie sud-ouest de la ville médiévale. Il se situe de nos jours entre le Rhône, le boulevard Clemenceau et la rue Gambetta.
Le nom de Bourg des Porcelet remonte au XIe siècle quand ce quartier était tenu en fief par ces seigneurs arlésiens. Le terme de Vieux-Bourg lui est attribué par opposition au quartier du nord d’Arles créé peu après et appelé le Bourg-Neuf. Le toponyme de la Roquette pourrait quant à lui faire écho soit aux ruines du cirque dont les substructions se retrouvent à l'extrême sud de ce quartier, soit à une plante poussant sur les murs. 
Après avoir été un quartier de pêcheurs et de métiers liés au fleuve jusqu’à l’arrivée du chemin de fer, le quartier de la Roquette perd de sa vitalité et devient une zone d’accueil pour les nombreux arrivants. Aujourd'hui, tout en conservant son identité avec ses maisons étroites et ses hôtels particuliers, ce quartier de quelque 2 500 habitants présente un caractère particulièrement hétérogène et des allures de village ; il connaît également un renouveau spectaculaire avec ses restaurations et l’implantation de nombreuses boutiques et commerces.

### La Cavalerie/Portagnel

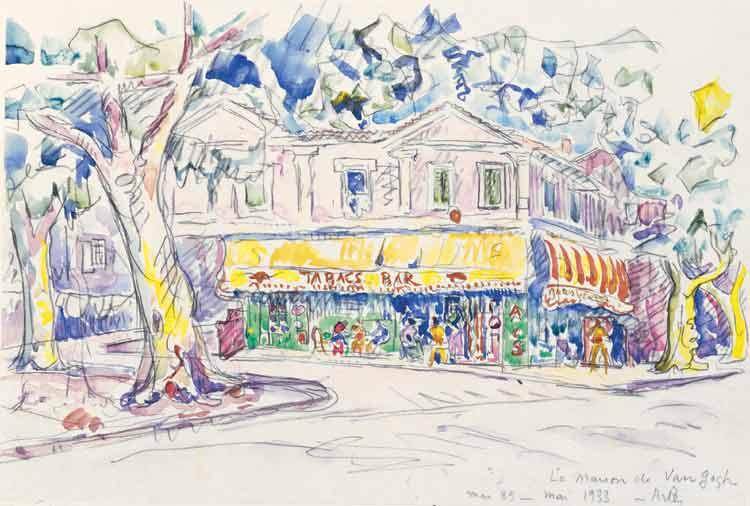
Quartier de la Cavalerie - Faisant face à la place Lamartine, la Maison Jaune où résida van Gogh en 1888-1889. Ce bâtiment a été détruit lors des bombardements de 1944 - Aquarelle de Paul Signac, 1933

Le quartier de la Cavalerie/Portagnel, appelé autrefois le Bourg-Neuf, se situe au nord du centre ville, le long du Rhône, en prolongement des quartiers de la Cité et de l’Hauture. Au nord et à l'est, la place Lamartine et les voies de chemin de fer en marquent la frontière avec le quartier du Trébon / Monplaisir. Enfin, le Rhône le limite à l'ouest.
Ce quartier date du XIe siècle, lorsque la ville a commencé à se développer hors de son enceinte du Haut Moyen Âge. Deuxième extension urbaine après le Vieux-Bourg, il a pris bien naturellement le nom de Bourg-Neuf. Le nom de Cavalerie, plus tardif, évoque la présence des Templiers qui s'installent au nord de la ville vers 1140, et celui de Portagnel le nom d'une ancienne porte de la ville, la Porte Agnel.
À la suite des bombardements de 1944, le quartier de la Cavalerie/Portagnel présente un double visage. Dans la partie sud, on retrouve les ruelles bordées de maisons étroites du centre ancien et dans la partie nord on observe le bâti moderne hérité des reconstructions de l'après-guerre.

### Barriol

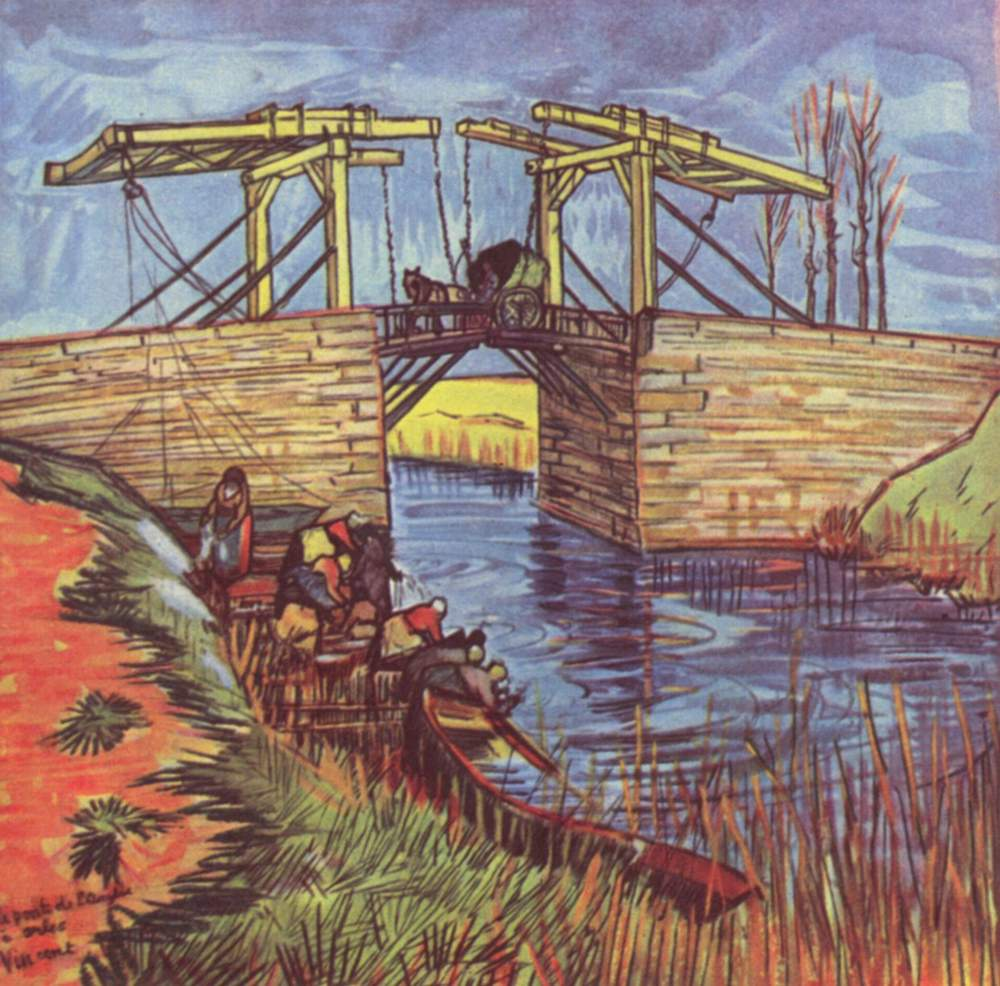
Quartier de Barriol - Le pont de Langlois, peint par van Gogh en 1888 - Ce pont est aujourd'hui détruit

Le nom du quartier de Barriol, au sud-ouest de la cité, provient probablement d’Antoine Barriol, patron de barque et plus tard négociant, qui habite près de la porte de la Roquette au XVIIIe siècle.
De nos jours, c'est un quartier résidentiel voué essentiellement à l’habitat collectif. Sur le plan économique le quartier de Barriol abrite le siège de la Chambre de Commerce et d’Industrie ainsi que le Palais des Congrès et depuis 1995, le Musée de l'Arles et de la Provence antiques. Séparé du centre ville par la voie rapide Marseille-Nîmes (RN113), ce quartier est malheureusement peu intégré à l'agglomération urbaine. En 1999, sa population, avec celle des quartiers voisins des Semestres et du Plan-du-Bourg, approche les 7 000 habitants.

### Le Trébon/Montplaisir

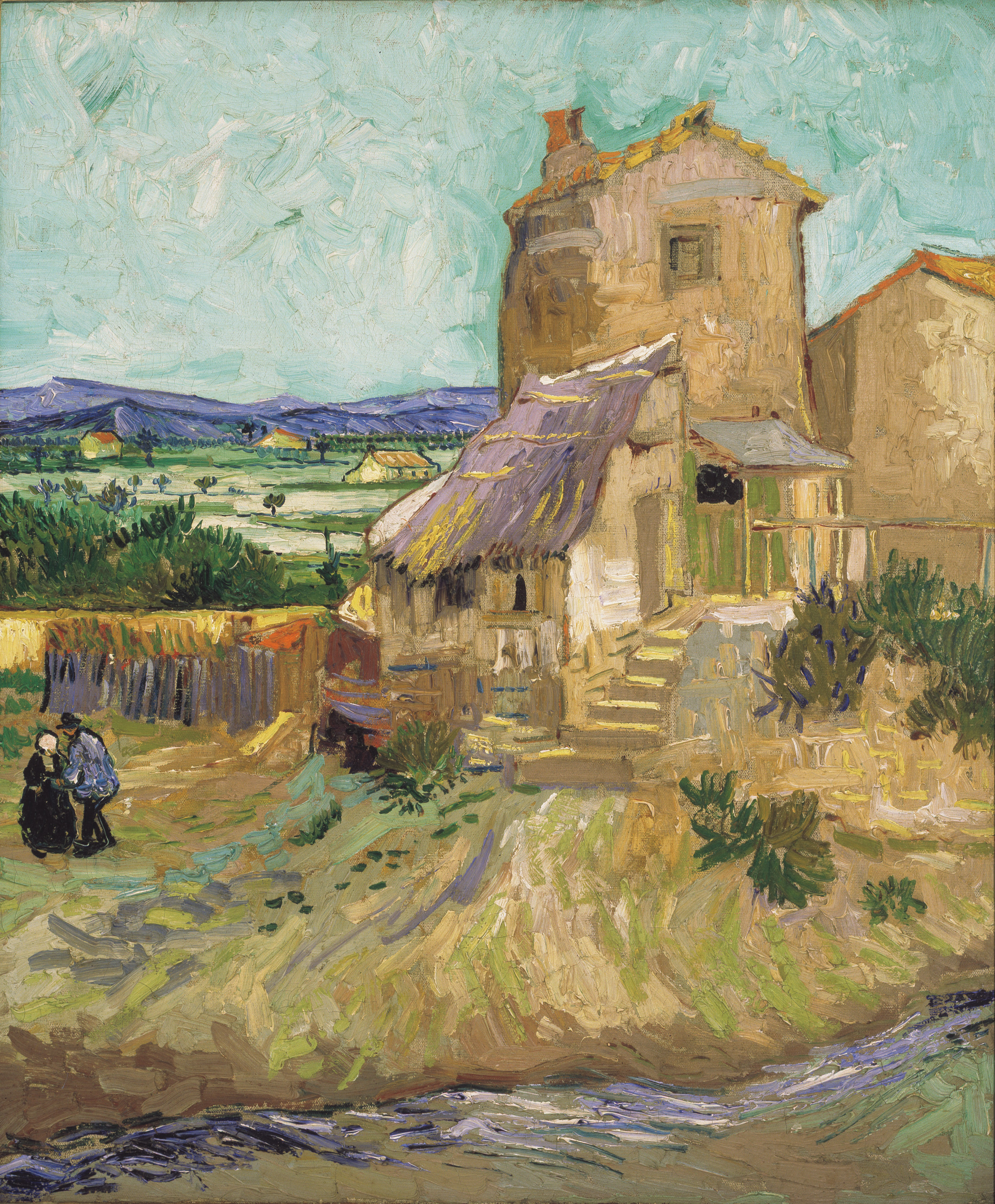
Quartier Montplaisir - Le vieux Moulin du Chemin de la Fortune, peint par van Gogh en 1888 - Le quartier alors rural, est aujourd'hui totalement urbanisé

Le Trébon, au nord d’Arles, est dès l’antiquité une terre agricole. Au XIIe siècle, il s’urbanise à proximité immédiate de la ville et bénéficie au XVIIe siècle des travaux d’assèchement du Hollandais Jean Van Ens. Le quartier se peuple ensuite lentement et ce n’est qu’après 1960 que le quartier trouve sa physionomie résidentielle actuelle, avec un important parc d’habitat collectif.
Le quartier voisin de Monplaisir, situé au nord-est d’Arles sur d'anciens marais asséchés, a lui aussi connu un développement relativement tardif, essentiellement rural. Il n’est loti qu’à partir du début du XXe siècle, principalement avec de nombreuses résidences pavillonnaires et doté dans les années 1960, de plusieurs équipements (église, école, cimetière).
Aujourd’hui, ces deux quartiers sont complétés au nord de l’agglomération par une vaste zone industrielle. Au recensement de 1999, avec plus de 9 000 habitants, ils représentent environ un quart de la population urbaine de la commune d’Arles.

### À l'est
- Les Alyscamps/Bigot
- Mouleyrès/Griffeuille

### À l'ouest
- Trinquetaille